# Lucy Punch
Lucy Punch (Hammersmith, 30 december 1977) is een Britse actrice.

## Levensloop en carrière
Lucy Punch begon haar acteercarrière in 1998 in The New Adventures of Robin Hood. Haar bekendste rollen zijn die uit de televisieseries Ben and Kate en Motherland en de films Bad Teacher en Dinner for Schmucks.

## Filmografie
- The new adventures of Robin Hood (1998) - Queen Stephanie
- Renford Rejects (1999) - Sue White
- Days like these (1999) - Helen Foreman
- Let them eat cake (1999) - Eveline
- The 10th Kingdom, 2000
- Ella Enchanted, 2004
- After the funeral, 2007
- Hot Fuzz, 2007
- Dinner for Schmucks, 2010
- You Will Meet a Tall Dark Stranger, 2010
- Bad Teacher, 2011
- Into the Woods (2014) - Lucinda
- A Series of Unfortunate Events, (2018) - Esmé Gigi Geneviève Squalor

- Bibliothèque nationale de France: cb167120106 (data)
- Gemeinsame Normdatei: 1012032663
- International Standard Name Identifier: 0000 0001 1938 046X
- Library of Congress Control Number: no2009118112
- Nationale Bibliotheek van Israël: 987007352819805171
- Système universitaire de documentation: 176667229
- Virtual International Authority File: 96803580
- WorldCat: E39PBJqVWxy9Myy8gwhCxkTfv3